# أمريكا المفتوحة 2008 (كرة مضرب)
قائمة بالأبطال في بطولة 2008 أمريكا المفتوحة:

## الكبار

### فردي رجال
روجر فيدرير هزم  أندي موراي, 6–2, 7–5, 6–2

### فردي سيدات
سيرينا ويليامز هزمت  أيلينا يانكوفيتش, 6–4, 7–5

### زوجي رجال
بوب براين و مايك براين هزما  لوكس دولفي و ليندر بايز, 7–6(5), 7–6(10)

### زوجي سيدات
كارا بلاك و لايزل هوبر هزمتا  ليزا رايموند و سامانثا ستوسر, 6–3, 7–6(6)

### زوجي مختلط
كارا بلاك و ليندر بايز هزما  لايزل هوبر  جيمي موراي, 7–6(6), 6–4

## الشباب

### فردي أولاد
غريغور ديمتريف هزم  ديفين برايتون, 6–4, 6–3

### فردي بنات
كوكو فانديويه هزمت  غأبريلا باز فرانكو 7–6(3), 6–1

### زوجي أولاد
نيكي موسير و سيدريك مارسيل ستيبي هزما  هنري كونتاينن و كريستوفور رانغكارت, 7–6(5), 3–6, 10–8

### زوجي بنات
نوباوان ليرتشيواكرن /  ساندرا روما هزمتا  مالوري بارديتي /  سلوان ستيفانس, 6–0, 6–2

## وصلات خارجية
- الموقع الرسمي[وصلة مكسورة]